# Stein AG
Stein (psáno také jako Stein AG pro odlišení od jiných stejnojmenných sídel) je obec ve švýcarském kantonu Aargau. Žijí zde více než 3 000 obyvatel.

## Geografie
Obec leží na levém břehu Rýna naproti německému městu Bad Säckingen. Řeka, překlenutá dvěma mosty, mění v úseku dlouhém pouhé dva kilometry dvakrát směr toku, nejprve ze západu na jih a poté zpět na západ. Staré centrum obce leží v druhém ohybu řeky. Novější části obce se rozprostírají na východ a sever do rovinaté oblasti Sisslerfeld. Jižně od centra obce a železniční trati a dálnice se zvedá vrch Eikerberg s Mumpferflue na severozápadě. Tento kopec má velmi strmé svahy k Rýnu a poté přechází v plochou a rozsáhlou náhorní plošinu.
Rozloha obce je 283 hektarů, z toho je 63 hektarů zalesněno a 121 hektarů zastavěno, nejvyšší bod je v nadmořské výšce 490 m na náhorní plošině Eikerberg, nejnižší v nadmořské výšce 285 m na Rýnu. Sousedními obcemi ve Švýcarsku jsou Mumpf na západě, Obermumpf na jihu, Münchwilen na jihovýchodě a Sisseln na severovýchodě. Na severu Stein sousedí s německým městem Bad Säckingen.

## Historie

Letecký pohled (1949)

První písemná zmínka o Steinu pochází z roku 1281. Všechny dřívější dokumenty se pravděpodobně ztratily při požáru města Säckingen v roce 1272. Název místa pochází ze starohornoněmeckého (ze) steine a znamená „u skály“. Vesnice patřila k nejstaršímu majetku kláštera Säckingen a po staletí byla spíše malou osadou. Panovníky a patrony kláštera byli Habsburkové, kteří po tzv. Waldshutské válce v roce 1468 zastavili celé údolí Fricktal Burgundsku. Když byli Burgunďané během burgundských válek rozdrceni konfederací, Stein se v roce 1477 vrátil pod rakouskou nadvládu.
Po císařské reformě rakouského císaře Maxmiliána I. v roce 1491 patřil Stein k Předním Rakousím a ležel v zemi Fricktal, podřízené správní jednotce Rheinfeldenu (od roku 1752 pod správním úřadem Breisgau). Obec ležela asi jeden kilometr jižně od mostu přes Rýn do Säckingenu. Dřevěný most, který existoval nejméně od 13. století, byl zničen povodněmi v letech 1408, 1480 a 1570. V roce 1573 byl postaven nový most s kamennými pilíři, které existují dosud. V 17. století již téměř neexistovala delší období klidu. Rappenkrieg, selské povstání, které vypuklo v sousední vesnici Mumpf, trvalo v letech 1612–1614.
Třicetiletá válka, která v letech 1633–1638 zasáhla i Fricktal, vrátila obec v hospodářském rozvoji zpět. V roce 1633 byl most zničen švédskými vojsky; obnoven byl až o dvacet let později. Ale již v roce 1678 byl most zničen znovu, tentokrát Francouzi během nizozemské války. Cizí vojska tudy procházela také během falcké války o dědictví (1688–1697). Teprve v roce 1699 byl most opět průjezdný. Již v roce 1680 zastavilo Rakousko svá panská práva na Stein, Hornussen, Niederzeihen, Hellikon a Zuzgen klášteru Säckingen. Teprve v roce 1740 bylo možné zástavu vykoupit za 15 000 guldenů.
V roce 1797 se Fricktal stal po míru v Campo Formio francouzským protektorátem. Během druhé koaliční války tudy procházela frontová linie mezi armádami Francie a Rakouska. V důsledku lunévillského míru muselo město Säckingen odstoupit svá území na levém břehu Rýna, jejichž většina se stala součástí obce Stein. Dne 20. února 1802 se Stein stal obcí v okrese Frick kantonu Fricktal, který se v srpnu připojil k Helvétské republice. Od 19. února 1803 patří obec ke kantonu Aargau.
Dne 2. srpna 1875 byla obec připojena k železniční síti otevřením železnice Bözberg a železniční stanice Stein-Säckingen. Dne 1. srpna 1892 následovala odbočka přes údolí Vysokého Rýna do Koblenze. V druhé polovině 20. století nastal rychlý růst. V roce 1957 otevřela farmaceutická společnost Ciba-Geigy AG (dnes Novartis) obrovský výrobní závod. V roce 1966 byla uvedena do provozu velká rýnská elektrárna Säckingen s jezem přes celou řeku. Mezi lety 1950 a 2000 se počet obyvatel více než ztrojnásobil. V roce 1979 byl otevřen nový přechod přes Rýn s mostem Fridolinsbrücke.

## Obyvatelstvo

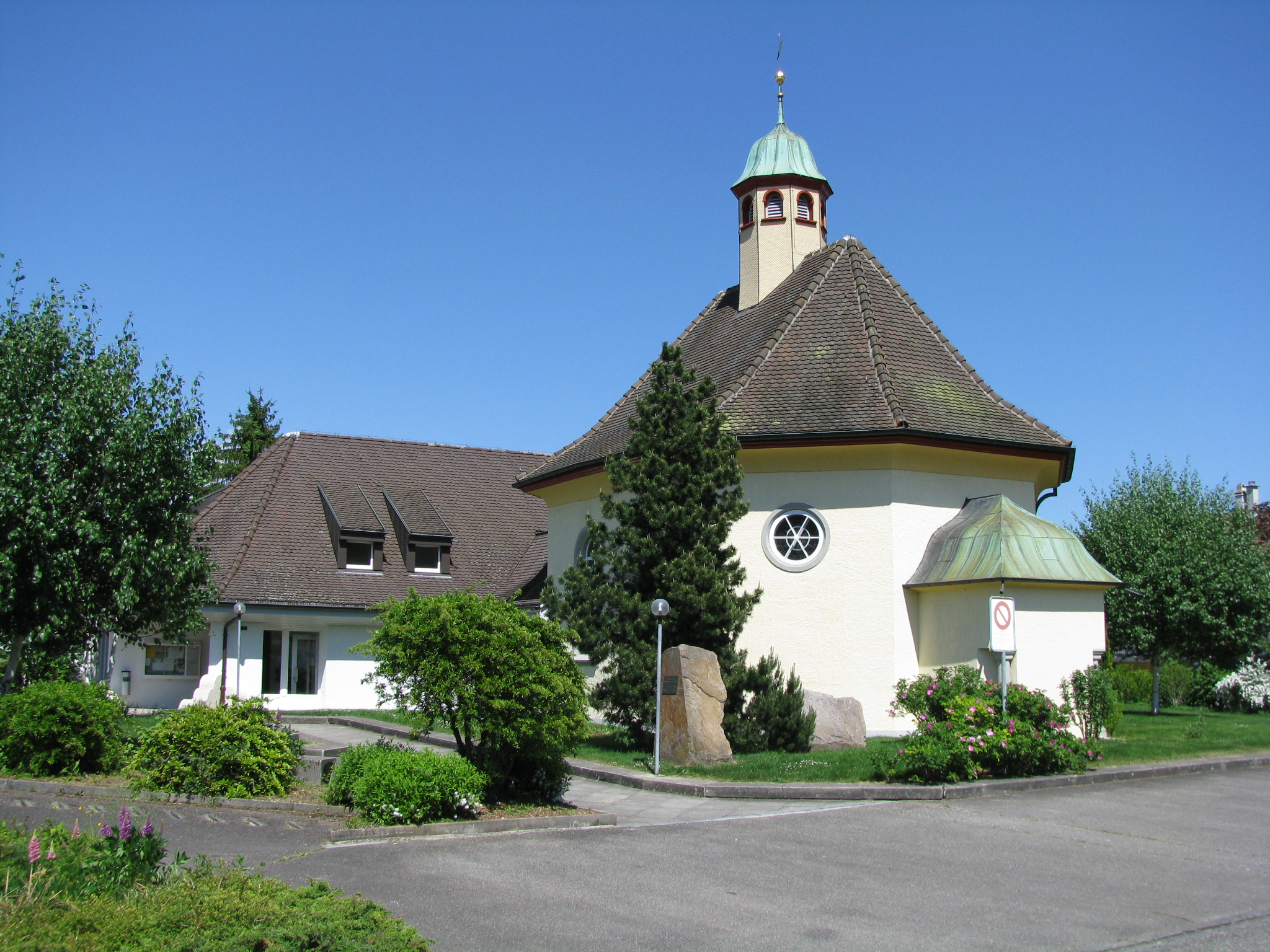
Reformovaný kostel

| Rok            | 1768 | 1850 | 1900 | 1930 | 1950 | 1960 | 1970 | 1980 | 1990 | 2000 | 2010 | 2020 |
| Počet obyvatel | 149  | 375  | 566  | 738  | 756  | 1060 | 1763 | 1798 | 1891 | 2414 | 2818 | 3253 |

## Hospodářství

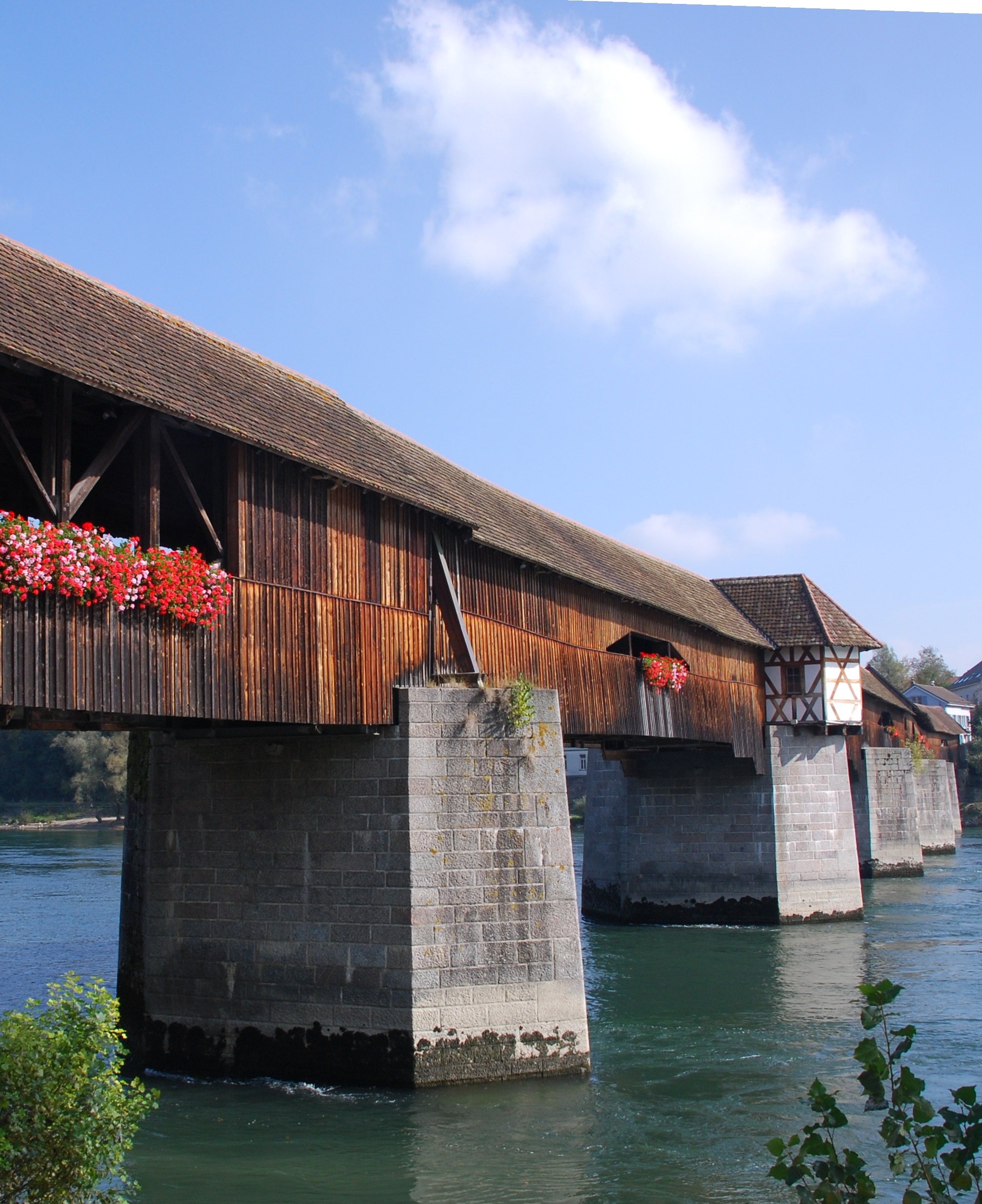
Dřevěný most do Bad Säckingenu

Podle statistik o struktuře podniků (STATENT) z roku 2015 je ve Steinu přibližně 3700 pracovních míst, z toho necelé 1 % v zemědělství, 58 % v průmyslu a 41 % v sektoru služeb. Největší společností je Novartis se závodem na výrobu farmaceutických produktů. Své výzkumné zařízení zde má i společnost Syngenta a působí zde také řada malých a středních podniků z oblasti obchodu a služeb.

## Doprava
Stein má dobré dopravní spojení. Obcí prochází hlavní silnice č. 3 mezi Basilejí a Curychem a odbočuje zde také hlavní silnice č. 7 údolím Rýna směrem na Winterthur. Nejbližší křižovatka dálnice A3 je vzdálená čtyři kilometry u Eikenu.
Přes Rýn vedou do Bad Säckingenu dva mosty: jednak dřevěný most Säckingen, nejstarší a nejdelší krytý dřevěný most v Evropě (dnes přístupný pouze pro pěší a cyklisty), jednak most Fridolinsbrücke pro motorovou dopravu.
Stanice Stein-Säckingen je zastávkou rychlíku na trati Bözberg. Zde se linka S1 S-Bahn Basilej přijíždějící z Basileje dělí na dvě větve do Fricku a Laufenburgu. Dvě linky Postbusu do Fricku a Laufenburgu zajišťují jemnou distribuci. O víkendech jezdí noční S-Bahn z Basileje přes Fricktal do Brugg a noční autobus z Möhlinu přes Möhlintal a Fischingertal zpět do Möhlinu.
Steinem prochází Rýnská trasa sítě cyklostezek vyznačených organizací SwitzerlandMobility.